# Eric Adams (político)
Eric Leroy Adams (Nova York, 1 de setembro de 1960) é um político e policial aposentado norte-americano que é o atual prefeito da cidade de Nova York.

## Primeiros anos
Eric Adams nasceu no seio de uma família pobre da classe trabalhadora, no Brooklyn, na cidade de Nova York. Durante sua a adolescência, ele foi vítima de brutalidade policial.

## Carreira

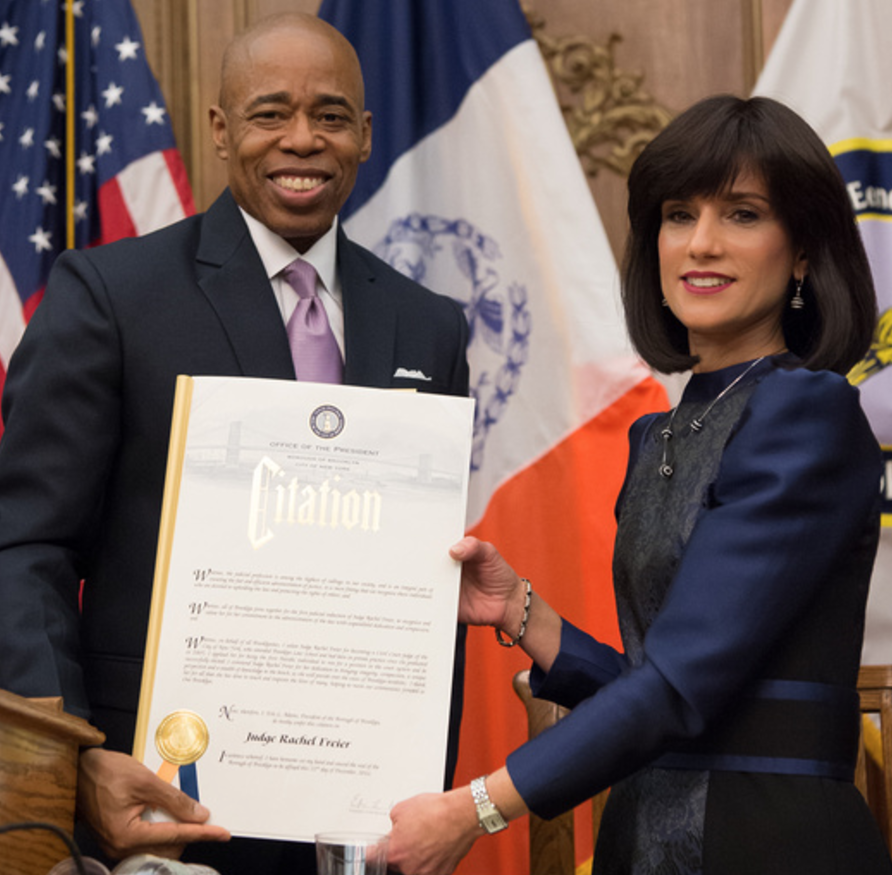
Adams com a juíza Rachel Freier em 2016

Após 22 anos, tornou-se capitão da polícia e em 1995 fundou um movimento sindical para combater o racismo.
Desde 2013, Adams ocupa o cargo de presidente do 18º distrito do Brooklyn.
Ele foi eleito prefeito de Nova York em 2 de novembro de 2021, tornando-o o segundo prefeito negro da cidade, após David Dinkins que governou a cidade entre 1990 e 1993, depois de fazer campanha sobre o tema da segurança em particular. O político se autodefine como "pró-negócios" e é crítico da ala esquerda do Partido Democrata e de seu antecessor Bill de Blasio.
Eric Adams foi eleito prefeito de Nova York após derrotar seu rival republicano, Curtis Sliwa, tendo recebido 67% dos votos.

## Ideologia política
É um apoiador de Israel. Ele já visitou Israel várias vezes, incluindo liderar uma delegação de 2016 com foco em segurança pública e desenvolvimento econômico entre os EUA e Israel. Ele se opõe ao Movimento BDS e disse que deseja ter uma casa de repouso nas Colinas de Golã, em Israel.

## Vida pessoal
O New York Times descreveu Adams como "claramente, um homem incomum". Por exemplo, Adams elogiou a aparência física do presidente russo Vladimir Putin e tem um dos livros de Putin ao lado da cama. Adams também afirmou que estar na política melhorou sua vida amorosa e ele frequentemente se refere a si mesmo na terceira pessoa.